# هنري تورنر إيدي
هنري تورنر إيدي (بالإنجليزية: Henry Turner Eddy)‏ هو مهندس مدني أمريكي، ولد في 9 يونيو 1844، وتوفي في 11 ديسمبر 1921.